# Dundalk
54°0′32″N 6°24′17″V / 54.00889°N 6.40472°V
Dundalk (Irsk: Dún Dealgan) er en irsk by i County Louth i provinsen Leinster, i den centrale del af Republikken Irland med en befolkning (inkl. opland) på 35.085 indb i 2006 (32.505 i 2002)

## Eksterne links
- Dundalktown.com – website med information om rejer, business, m.m. Arkiveret 7. februar 2011 hos  Wayback Machine

- Wikimedia Commons har flere filer relateret til Dundalk